# Ellicott (Nueva York)
Ellicott es un pueblo ubicado en el condado de Chautauqua en el estado estadounidense de Nueva York. En el año 2000 tenía una población de 9.280 habitantes y una densidad poblacional de 117.5 personas por km².

## Geografía
Ellicott se encuentra ubicado en las coordenadas 42°7′10″N 79°14′34″O / 42.11944, -79.24278.

## Demografía
Según la Oficina del Censo en 2000 los ingresos medios por hogar en la localidad eran de $39,333, y los ingresos medios por familia eran $47,813. Los hombres tenían unos ingresos medios de $39,144 frente a los $22,481 para las mujeres. La renta per cápita para la localidad era de $19,296. Alrededor del 8.8% de la población estaban por debajo del umbral de pobreza.